# ادهان، رأس‌الخیمه
ادهان، راس ال-خیمال در امارات متحده عربی است که در رأس‌الخیمه واقع شده‌است.

## خصوصیات
ادهان ۱۴۳ متر بالاتر از سطح دریا واقع شده‌است.